# Crudia ripicola
Crudia ripicola är en ärtväxtart som beskrevs av De Wit. Crudia ripicola ingår i släktet Crudia, och familjen ärtväxter. Inga underarter finns listade i Catalogue of Life.